# Prepona sphacteria
Prepona sphacteria är en fjärilsart som beskrevs av Hans Fruhstorfer 1916. Prepona sphacteria ingår i släktet Prepona och familjen praktfjärilar. Inga underarter finns listade i Catalogue of Life.